# Passirio
Passirio (tysk Passer) er en 42,6 kilometer lang flod i det nordlige Italien og en af sidefloderne til Adige fra venstre. Hele floden ligger indenfor Sydtyrol og har sit udspring i Alperne ved en bjergovergang mellem Italien og Østrig ved navn Timmels Joch. 
Floden løber gennem dalen Passeier hvor den vigtigste landsby er St. Leonhard in Passeier. Floden munder ud i Adige ved Merano hvor den er et populært mål for kanopadling. 